# Gösta Vestlund
Alf Gustaf Gösta Vestlund, född 15 juni 1913 i Amsbergs församling, Kopparbergs län, död 5 oktober 2020 i Nacka församling, Stockholms län, var en svensk författare, debattör, skribent och undervisningsråd.

## Biografi
Vestlund växte upp under enkla förhållanden i Gagnef, och upptäcktes vara begåvad i skolan vilket ledde till att han fick läsa vidare på realskola och sedan Sigtuna folkhögskola och Uppsala universitet. Han hade filosofisk ämbetsexamen i historia, statskunskap, geografi, pedagogik och psykologi vid Uppsala universitet.
Han var verksam på en rad folkhögskolor 1934–1982: lärare på Brunnsviks folkhögskola och Marieborgs folkhögskola, rektor för Tollare folkhögskola samt medgrundare av Pensionärernas riksorganisations folkhögskola i Gysinge.
Han var ansvarig för Svenska arbetsgivareföreningens (SAF) personaladministrativa råd 1952–1956 samt folkhögskoleinspektör och undervisningsråd på Skolöverstyrelsen 1956–1978. Han var ordförande i Riksförbundet för rörelsehindrade barn och ungdomar (RBU) 1956–1960. 
Åren 1976 och 1977 var han rådgivare åt myndigheter i Tanzania vid uppbyggnaden av ett folkhögskoleväsende där.
Med anledning av Vestlunds 100-årsdag år 2013 har med start i mars 2014 årligen arrangerats folkbildningskonferensen Vestlunddagarna med syftet att "i Vestlunds anda belysa folkbildningens utvecklingsmöjligheter genom att skapa kreativa möten mellan aktiva folkbildare och andra intresserade".